# Believe You Me
Believe You Me è il terzo album in studio del gruppo musicale britannico Blancmange, pubblicato nel 1985.

## Tracce
Side 1
1. Lose Your Love
2. What's Your Problem?
3. Paradise Is
4. Why Don't They Leave Things Alone?
5. 22339

Side 2
1. Don't You Love It All
2. Believe
3. Lorraine's My Nurse
4. Other Animals
5. No Wonder They Never Made It Back
6. John